# Società a responsabilità limitata
La società a responsabilità limitata (S.r.l.), nell'ordinamento italiano, è una società di capitali che, come tale, è dotata di personalità giuridica e risponde delle obbligazioni sociali solamente nei limiti delle quote versate da ciascun socio.

## Storia
La Srl venne introdotta nell'ordinamento italiano con il Codice civile del 1942 (in precedenza esisteva una società anonima per quote, che non si differenziava molto dalle altre società anonime). Il proposito era quello di creare un tipo sociale intermedio tra le società di persone e quelle per azioni. Il risultato non fu pienamente raggiunto, in quanto la Srl era una società priva di una vera e propria disciplina autonoma, mancanza a cui suppliva il rinvio a quella della Spa.
Inoltre la struttura finanziaria era molto limitata e ciò rendeva la Srl una società nella quale era frequente il fenomeno della sotto-capitalizzazione nominale. Questo perché era vietata l'emissione di obbligazioni e vi era il divieto di emettere quote speciali (tutte le quote erano uguali e concedevano uguali diritti). Si accentuò il fenomeno del cosiddetto "finanziamento del socio" che consiste in un prestito fatto da un socio alla società, il quale non comporta un aumento di capitale e fa vestire al socio la doppia veste di socio e di creditore. L'effetto negativo è che quello che avrebbe potuto essere un aumento di capitale a vantaggio dei creditori (ad esempio in caso di insolvenza della società) diviene al contrario un credito concorrente con le ragioni dei creditori.
Il tipo societario è stato profondamente innovato dalla riforma del diritto societario del 2003. Ora la Srl, corredata da una disciplina autonoma, si presenta come un modello intermedio e "ibrido" tra la Spa e le società di persone: vi sono alcuni elementi, come la deroga completa del principio della responsabilità patrimoniale ex art. 2740 c.c., che la avvicinano alla Spa, assieme ad altri fattori, come la flessibilità organizzativa o la personalità delle quote, che sono propri delle società di persone. Questo pone un problema a livello interpretativo su quale disciplina utilizzare per colmare le eventuali lacune del modello Srl.

## Costituzione
La Srl può costituirsi per contratto o, dal 1993, per atto unilaterale. Il capitale sociale minimo ammontava a 10.000 euro (art. 2463, 2º comma, 4 c.c.) ad oggi, la legge 9 agosto 2013 n. 99 ha notevolmente ridotto l'ammontare del capitale sociale minimo e adesso, per costituire Srl di qualsiasi tipo, basta un capitale sociale di 1 euro. In tal caso i conferimenti devono farsi in denaro e devono essere versati per intero alle persone cui è affidata l'amministrazione; una somma pari a 1/5 degli utili netti di ogni esercizio deve essere destinato alla riserva legale, fino a che il patrimonio netto della società non abbia raggiunto la soglia di diecimila euro.
È necessaria la redazione di un atto costitutivo per atto pubblico il quale contiene alcune indicazioni fondamentali sulla società (es. ammontare del capitale sociale, denominazione, oggetto sociale) e lo statuto sulle regole sociali (es. rappresentanza, funzionamento, amministrazione). Non è possibile invece costituire una Srl per pubblica sottoscrizione come nelle Spa.
Con la conversione in legge del D.L. n. 76/2013, viene modificata la disciplina delle Srl inerente al capitale sociale consentendone, a certe condizioni, la costituzione anche per importi inferiori a diecimila euro purché pari ad almeno un euro.

### Formazione dell'atto costitutivo
Per aprire una Srl bisogna:
- Creare uno statuto e un atto costitutivo
- Verificare i documenti con un professionista (Avvocato o Notaio solitamente)
- Recarsi dal Notaio per la firma

- Versamento di almeno il 25% (post riforma 2004 3/10, ovvero il 30%) dei conferimenti in denaro più l'intero sovrapprezzo direttamente presso l'amministrazione della società.
- Iscrizione entro 30 giorni al registro delle imprese a cura del notaio.

Per obbligazioni sorte prima dell'iscrizione al registro delle imprese risponde illimitatamente chi ha stipulato queste obbligazioni.

### Nullità della società
Può sussistere esclusivamente nei seguenti casi:
1. Mancata forma dell'atto pubblico
2. Illiceità dell'oggetto sociale
3. Mancanza di indicazioni riguardo soci, conferimenti, oggetto sociale.

L'azione di nullità può essere proposta da chiunque ne abbia interesse e non è soggetta a prescrizione.
La nullità ha l'effetto di uno scioglimento e non opera ex tunc: infatti in seguito alla dichiarazione di nullità vengono nominati dei liquidatori; i soci sono ancora tenuti ai conferimenti fino all'integrale soddisfacimento dei creditori sociali e gli atti compiuti in nome della società prima della dichiarazione di nullità restano efficaci.

## Struttura finanziaria
La riforma del diritto societario ha profondamente modificato la struttura finanziaria della Srl ampliando il numero dei conferimenti possibili e permettendo la costituzione di quote speciali e l'emissione di titoli di debito.

### Conferimenti
Nella Srl possono costituire oggetto del conferimento «tutti gli elementi dell'attivo suscettibili di valutazione economica» (art. 2464 c.c.). Quindi anche prestazioni di opera o servizi, in genere garantite da polizza assicurativa o fideiussione bancaria, e non solo denaro o beni in natura. Questa è una grande differenza rispetto alla disciplina della Spa, per cui non è previsto che i soci possano conferire prestazioni o servizi.
Il legislatore della riforma ha previsto, in funzione di garanzia per i creditori, che le prestazioni di opera o servizi siano accompagnate da una polizza assicurativa o da una fideiussione bancaria che copra l'intero importo. Un altro elemento di diversità rispetto alla struttura finanziaria della Spa è che la relazione di stima che accompagna il conferimento di un bene in natura non deve essere redatta da un esperto nominato dal tribunale, bensì da un esperto di fiducia del socio iscritto nel registro dei revisori contabili, o a una società di revisione iscritta nell'apposito albo. Infine, per quanto riguarda il conferimento in denaro, al momento della sottoscrizione dell'atto costitutivo è richiesto che, analogamente alla disciplina prevista per la Spa, ne venga versato almeno il 25% ma, e questa è un'ulteriore differenziazione, tale versamento può essere sostituito da una polizza o da una fideiussione che lo garantisca.
Ai sensi dell'art. 2466 c.c., in caso di mancata esecuzione dei conferimenti da parte di un socio, questi viene diffidato dagli amministratori ad adempiere entro 30 giorni. Trascorso inutilmente tale termine, gli amministratori possono decidere, in alternativa alla normale azione giudiziaria, di vendere coattivamente le quote del socio moroso agli altri soci, in proporzione alla loro partecipazione. In mancanza di offerte di acquisto da parte dei soci, è possibile passare alla vendita all'incanto delle quote, solo se è previsto dallo statuto. Se la vendita non ha luogo in mancanza di compratori, gli amministratori escludono il socio, trattenendo le somme. Il capitale sociale deve essere immediatamente ridotto poiché la Srl non può mai farsi acquirente delle proprie quote. Il socio moroso non può partecipare alle decisioni dei soci.

### Quote
È la misura della partecipazione del socio alla Società. I diritti del socio sono proporzionali alla sua partecipazione, salvo diversa disposizione dell'atto costitutivo.
La quota è un'entità unica e unitaria qualunque sia il suo ammontare. Le partecipazioni, sempre salvo diversa disposizione dell'atto costitutivo, sono proporzionali ai conferimenti. L'atto costitutivo può introdurre a favore di singoli soci la previsione di diritti particolari relativi alla distribuzione degli utili o all'amministrazione della società. L'ordinamento giuridico prescrive che la partecipazione in Società a responsabilità limitata non può essere costituita da azioni. Questo per evitare che la partecipazione sia una mera espressione matematica, tralasciando l'importanza della figura del socio, che qui assume un ruolo fondamentale (quasi al pari della società di persone).
Le quote sono in linea di massima liberamente trasferibili e cedibili.

### Titoli di debito
A seguito della riforma del 2003 il Legislatore ha introdotto la possibilità per le Srl di emanare dei titoli di debito. Questi strumenti non sono assimilabili alle obbligazioni delle Società per Azioni, ma sono comunque titoli di massa. La disciplina ex art. 2483 c.c. nulla stabilisce in ordine alla competenza, alle modalità di emissione o alle caratteristiche che questi titoli debbano avere, rimandando il tutto alla definizione da parte dell'atto costitutivo.
Viene regolamentata la diffusione e la circolazione presso il pubblico: i titoli di debito possono essere sottoscritti solamente da un investitore professionale che svolge la funzione di mediatore. I titoli potranno poi essere diffusi presso il pubblico, ma chi li trasferisce sarà garante della solvenza della società, a meno che i titoli non vengano trasferiti ad altri investitori professionali o a soci della società emittente.

### Finanziamento dei soci
Nel caso si decida di utilizzare la forma giuridica del finanziamento, la Società assume un obbligo di restituzione. Si tratta infatti di capitali di credito che devono trovare appostazione in bilancio tra le passività, alla lettera D), punto 4) “Debiti verso altri finanziatori”. Al riguardo, si segnala che la delibera potrà stabilire se essi hanno natura infruttifera o fruttifera, nonché se tali versamenti dovranno essere effettuati dai soci in misura proporzionale alle quote di partecipazione oppure solo da alcuni. Ciò che distingue il finanziamento dalle altre forme che si vedranno di seguito è comunque solo il diritto dei soci alla restituzione delle somme versate. Inoltre, occorre segnalare che il nuovo articolo 2467 del Codice Civile dispone che il rimborso di tali finanziamenti deve essere postergato rispetto alla soddisfazione degli altri creditori e, se avvenuto nell'anno precedente la eventuale dichiarazione di fallimento della società, deve essere restituito.
Dalla natura di debito discende che, nel caso in cui la Società decidesse di passare a capitale sociale le somme versate a titolo di finanziamento, sarà prima necessaria la rinuncia dei soci al diritto alla restituzione. La riserva che viene a essere costituita con la rinuncia al credito vantato dai soci avrà così natura di riserva di capitale, e ciò sia se essa dovrà partecipare alla copertura della perdita, sia se dovrà alimentare futuri aumenti di capitale.
La norma si propone di porre un limite alla pratica cui s'è accennato in precedenza, che portava i soci a non apportare alla società capitale di rischio, ma a concederle prestiti e fideiussioni, che finivano per concorrere con le ragioni degli altri creditori.
Non tutti i finanziamenti dei soci, comunque, verranno postergati. Il capoverso dello stesso articolo 2467 c.c., infatti, limita l'applicazione della norma ai finanziamenti concessi:
- nel momento in cui, anche alla luce del tipo d'attività svolta dalla Srl, risulta un eccessivo squilibrio dell'indebitamento rispetto al patrimonio netto;
- oppure in presenza di una situazione finanziaria della società nella quale sarebbe stato ragionevole un conferimento.

Si tratta, quindi, di formule generali la cui applicazione da parte della giurisprudenza non potrà prescindere da un'attenta analisi del caso concreto.

## Amministrazione e controllo della società
La principale caratteristica della nuova disciplina dell'amministrazione della Srl è l'ampiezza dei poteri lasciati in materia di autonomia statutaria. In assenza di contrarie previsioni statutarie, con riferimento alla nomina degli amministratori e al funzionamento dell'organo amministrativo, si limita a prevedere che:
1. L'amministrazione della società è affidata a uno o più amministratori nominati con decisione dei soci, salvo che per i primi amministratori, che sono nominati nell'atto costitutivo;
2. Gli amministratori devono chiedere, entro 30 giorni da quando ne hanno avuto notizia, l'iscrizione della loro nomina nel registro delle imprese;
3. In caso di più amministratori essi costituiscono il consiglio di amministrazione, che delibera collegialmente.

L'atto costitutivo può prevedere (art. 2475 c.c.):
1. che l'amministrazione sia affidata anche a soggetti non soci;
2. che in caso di amministrazione pluripersonale gli amministratori possano agire, oltre che in modo collegiale, congiuntamente o disgiuntamente. In caso di amministrazione pluripersonale è prevista la riserva di competenza esclusiva agli amministratori dei progetti di bilancio, di fusione e di scissione e le decisioni sull'aumento di capitale, quando gli sia delegato dall'art. 2481;
3. in caso di amministrazione congiunta o disgiunta trovano applicazioni gli art. 2257-2258 sulle società di persone.

In caso di amministrazione disgiunta, ogni amministratore ha potere di opporsi alle decisioni di un altro (diritto di veto), in tal caso la decisione spetterà ai soci. In caso di amministrazione congiunta, le decisioni devono essere approvate da tutti gli amministratori, ma ciascun amministratore può compiere atti urgenti. In caso di amministrazione affidata a un consiglio può essere abbandonato il metodo collegiale, sostituendolo con un sistema di consultazioni scritte o raccolta di consensi separati.
L'atto costitutivo può poi indicare le norme relative al funzionamento della società e in particolare quelle relative all'amministrazione e alla rappresentanza (art. 2463, n. 7 c.c.). Esso può anche prevedere l'attribuzione ai singoli soci di particolari diritti riguardanti l'amministrazione della società (art. 2468, comma 3 c.c.). L'atto costitutivo ha piena libertà di riservare competenze di tipo gestorio alle decisioni dei soci (art. 2479 c.c.).
Per quanto attiene alle regole processuali, gli atti costitutivi delle Srl e delle società di persone possono anche contenere clausole con le quali si deferiscono a uno o più terzi i contrasti tra coloro che hanno il potere di amministrazione in ordine alle decisioni da adottare nella gestione della società. Le decisioni possono essere reclamabili davanti a un collegio e il terzo chiamato a decidere può dare indicazioni vincolanti anche sulle questioni collegate con quelle espressamente deferitegli. La decisione resa è impugnabile avanti il giudice solo in caso di mala fede del decidente.
Infine è da ricordare che gli amministratori hanno la rappresentanza generale della società e ogni limitazione ai loro poteri attinenti alla gestione o alla rappresentanza è inopponibile ai terzi, salvo che questi non abbiano agito intenzionalmente a danno della società (art. 2475-bis c.c.).
Nella Srl la legge non impone sempre la presenza di un organo interno di controllo. Ogni socio ha infatti diritto di avere dagli amministratori notizia della svolgimento di affari sociali e di consultare i libri sociali, a condizione che il socio non partecipi all'amministrazione della società (art. 2476, 2 °C.). Tale diritto può essere esercitato dal socio anche tramite professionisti di fiducia e riguarda non solo i libri sociali, ma anche i documenti relativi all'amministrazione. Il nuovo art. 2477 dispone che l'atto costitutivo possa prevedere, determinandone le competenze e i poteri, la nomina di un collegio sindacale o di un revisore. La nomina del collegio sindacale non è più obbligatoria se il capitale sociale fosse stato maggiore o uguale a quello minimo stabilito per le Spa, a seguito delle modifiche del d.l. 91/2014, ma lo è ancora qualora, per due esercizi consecutivi, siano stati superati almeno 2 dei limiti indicati dal 1 °C. dell'art. 2435-bis e cioè:
1. totale dell'attivo risultante dallo stato patrimoniale: 4.000.000 euro;
2. ricavi delle vendite e delle prestazioni: 4.000.000 euro;
3. dipendenti occupati mediamente nell'esercizio: 20 unità.

L'obbligo cessa se per tre esercizi consecutivi due dei predetti limiti non vengono superati. Infine il collegio sindacale è obbligatorio anche per le Srl che abbiano dimensioni inferiori a quanto previsto dall'art. 2477, ma che:
1. siano tenute alla redazione del bilancio consolidato;
2. controllano una società obbligata alla revisione legale dei conti.

L'autonomia dello statuto riguarda solo la determinazione delle competenze e dei poteri del collegio sindacale o del revisore contabile, mentre la nomina spetta obbligatoriamente ai soci (art. 2479, 2 °C., n.3). Per quanto riguarda i problemi della ineleggibilità, decadenza e requisiti di professionalità si applicano in via analogica gli art. 2397, 2 °C. e 2399.
In tutte le Srl dove sia presente il collegio sindacale o il revisore, lo stesso è tenuto a redigere, a rendere disponibile per i soci e a depositare presso il registro delle imprese la propria relazione al bilancio (art. 2429). A esso dovrà quindi necessariamente applicarsi anche l'art. 2407 sulla responsabilità dei sindaci, conseguente all'esercizio da parte dell'organo di una funzione diretta alla tutela anche dell'interesse dei terzi. Quando la nomina del collegio sindacale è obbligatoria si applicano le disposizioni di Spa (art. 2477, u.c.). 
Comunque il triplice modello di gestione e di controllo sulla gestione previsto per le Spa NON è applicabile anche alle Srl Il collegio sindacale ha competenza sul controllo contabile, se l'atto costitutivo non dispone diversamente, e sul controllo della gestione.

## Scioglimento
Oggi la disciplina dello scioglimento è unica per tutte le società di capitali. L'art. 2484 specifica infatti che le Spa, le Sapa, le Srl si sciolgono per:
- Decorso del termine (che può essere prorogato dall'assemblea straordinaria).
- Conseguimento o impossibilità sopravvenuta di conseguire l'oggetto sociale.
- Impossibilità di funzionamento o continuata inattività dell'assemblea.
- Riduzione del capitale sociale al di sotto del minimo legale, salvo un contemporaneo aumento o trasformazione della società.
- Casi di recesso del socio previsti dagli artt. 2437 e 2473 c.c.
- Deliberazione dell'assemblea straordinaria.
- Altre cause che possono essere previste dallo statuto.
- Altre cause di legge (es. dichiarazione di nullità dell'atto costitutivo).

Dal 1/1/2003 non è più necessario inserire un termine di tempo per la società.

## Società a responsabilità limitata unipersonale
In recepimento della XII direttiva, il D. Lgs. del 3 marzo 1993, n. 88 ha introdotto nell'ordinamento italiano la forma societaria della Srl unipersonale. 
Il socio unico è obbligato a versare integralmente il capitale sociale, indicare l'unipersonalità nell'atto costitutivo e nella corrispondenza societaria, trascrivere nel libro delle adunanze e delle delibere assembleari la stipulazione di contratti fra società e socio unico.
La società nasce per atto unilaterale di un unico socio fondatore. Come le società responsabilità limitate aventi una pluralità di soci, anche la Srl unipersonale gode del diritto di rispondere alle obbligazioni sociali solamente col patrimonio della società stessa. La responsabilità del socio unico è illimitata qualora sia socio unico di un'altra società di capitali oppure non abbia osservato le norme vigenti in materia di trasparenza.
Il D. Lgs. 6/2003 ha esteso tale beneficio anche alle società a responsabilità limitata aventi come unico socio una società di capitali, laddove tale possibilità era in precedenza prevista solamente a vantaggio di una persona fisica. In caso di insolvenza, la società di capitali risponde illimitatamente col proprio patrimonio.

Il D. Lgs 6/2003 ha creato anche la possibilità di formare patrimonio destinato ad uno specifico affare nell'ambito di una medesima società di capitali, facoltà utilizzabile per evitare di creare una seconda società separata, perdendo il beneficio dell'autonomia patrimoniale. In alternativa, la persona fisica e la società di capitali possono optare per una società per azioni unipersonale.